# Kolleg St. Ludwig

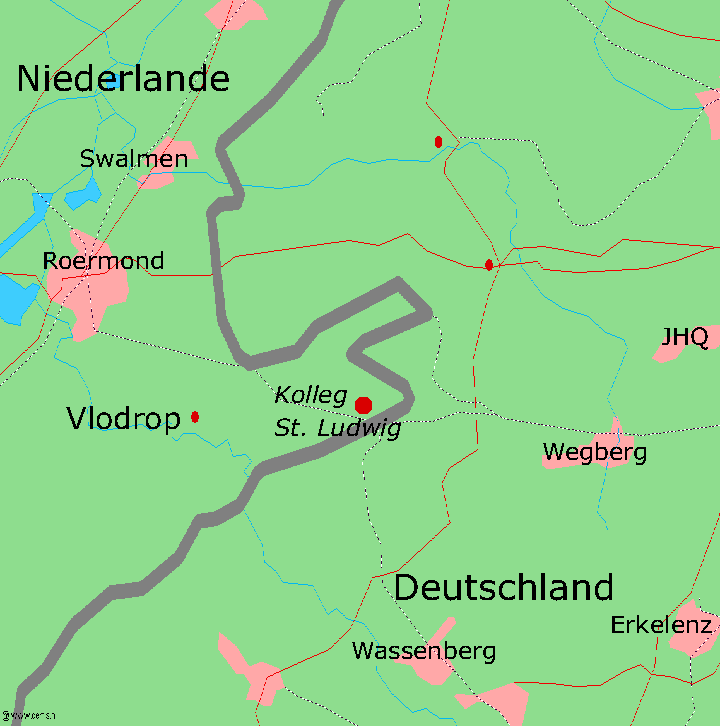
Karte mit der Lage des Kollegs St. Ludwig

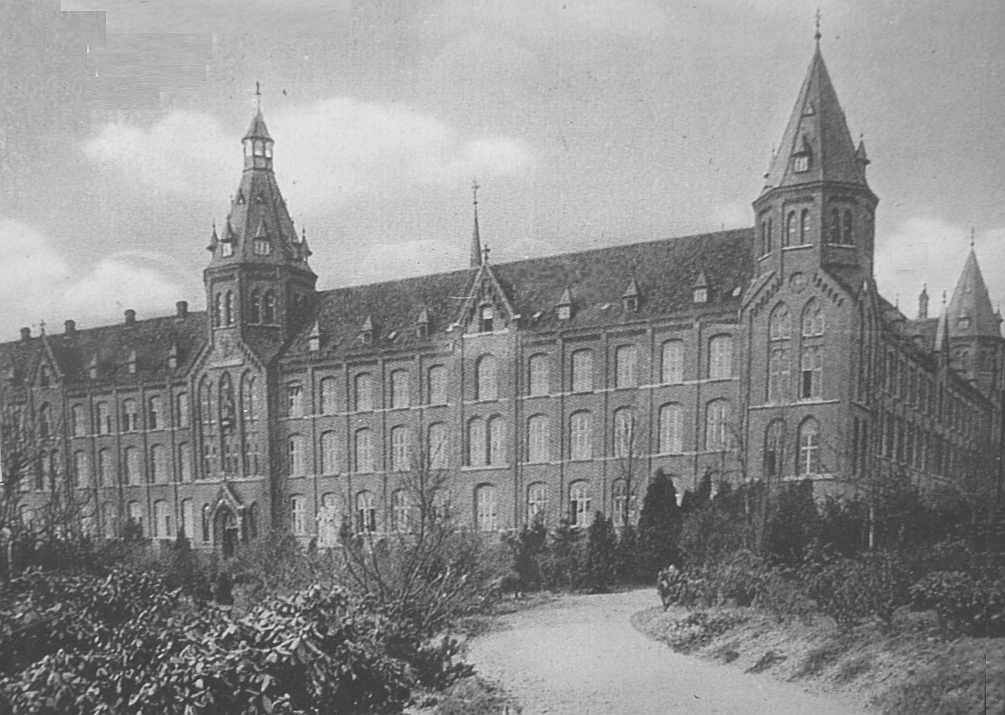
Südost-Ansicht des Kollegs um 1910

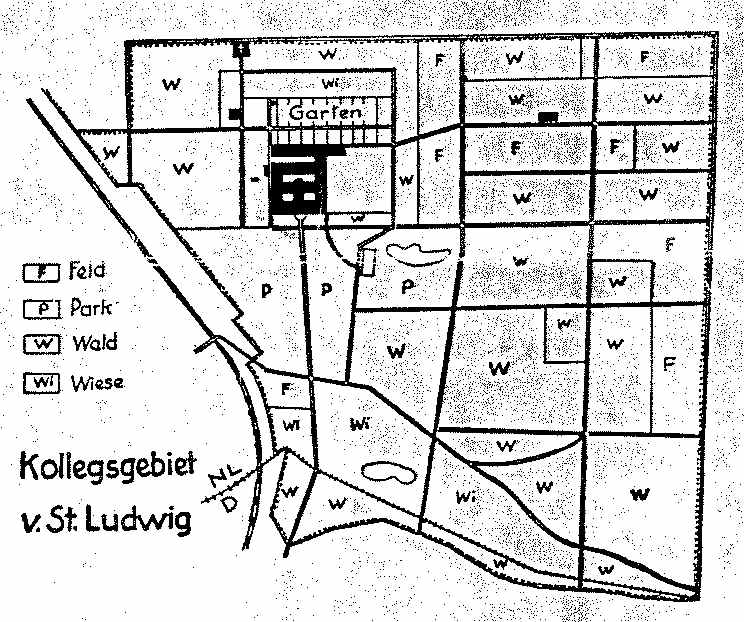
Geländeskizze des Architekten

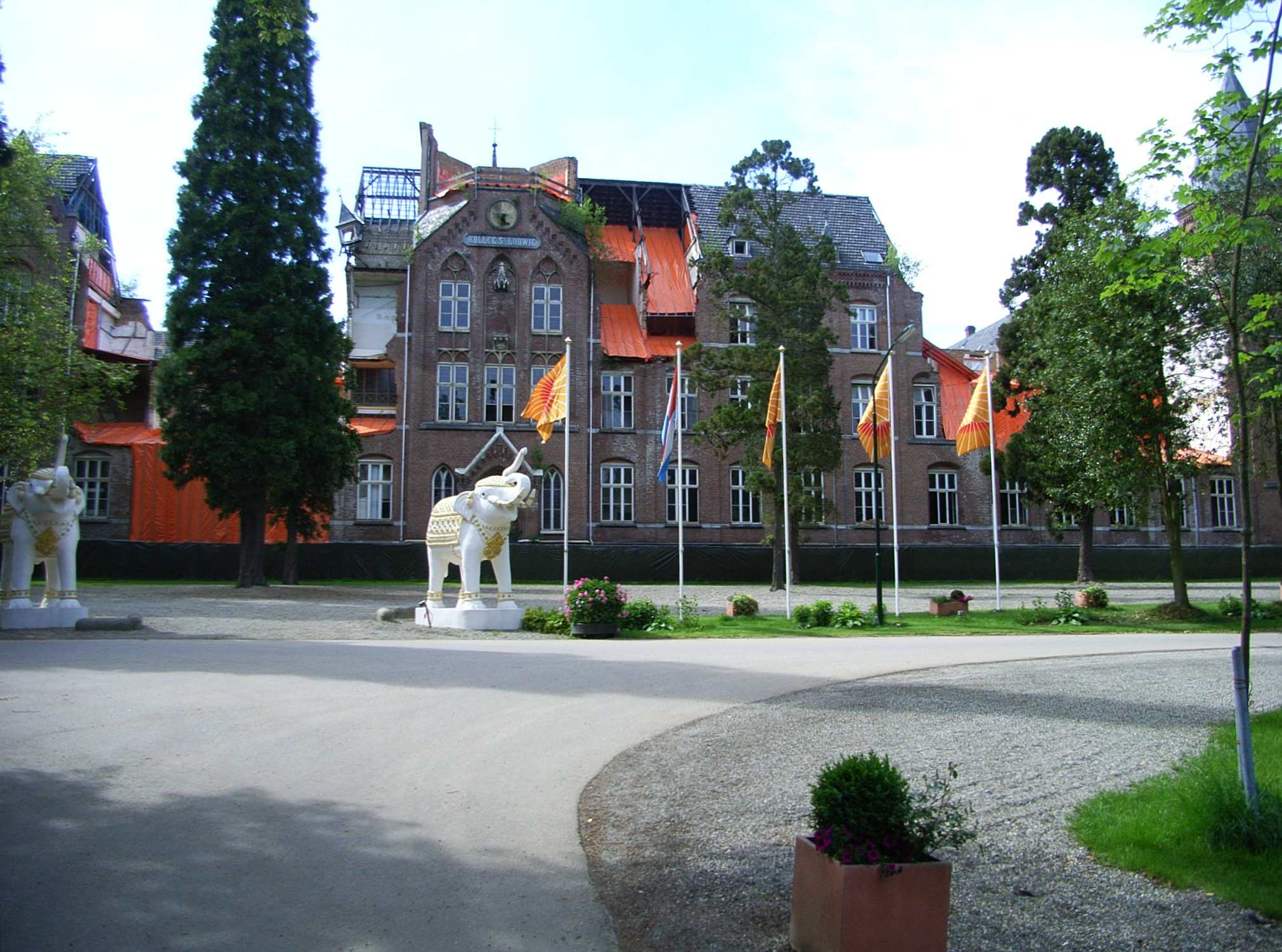
Der teilzerstörte Südost-Flügel des Kollegs im Jahr 2009

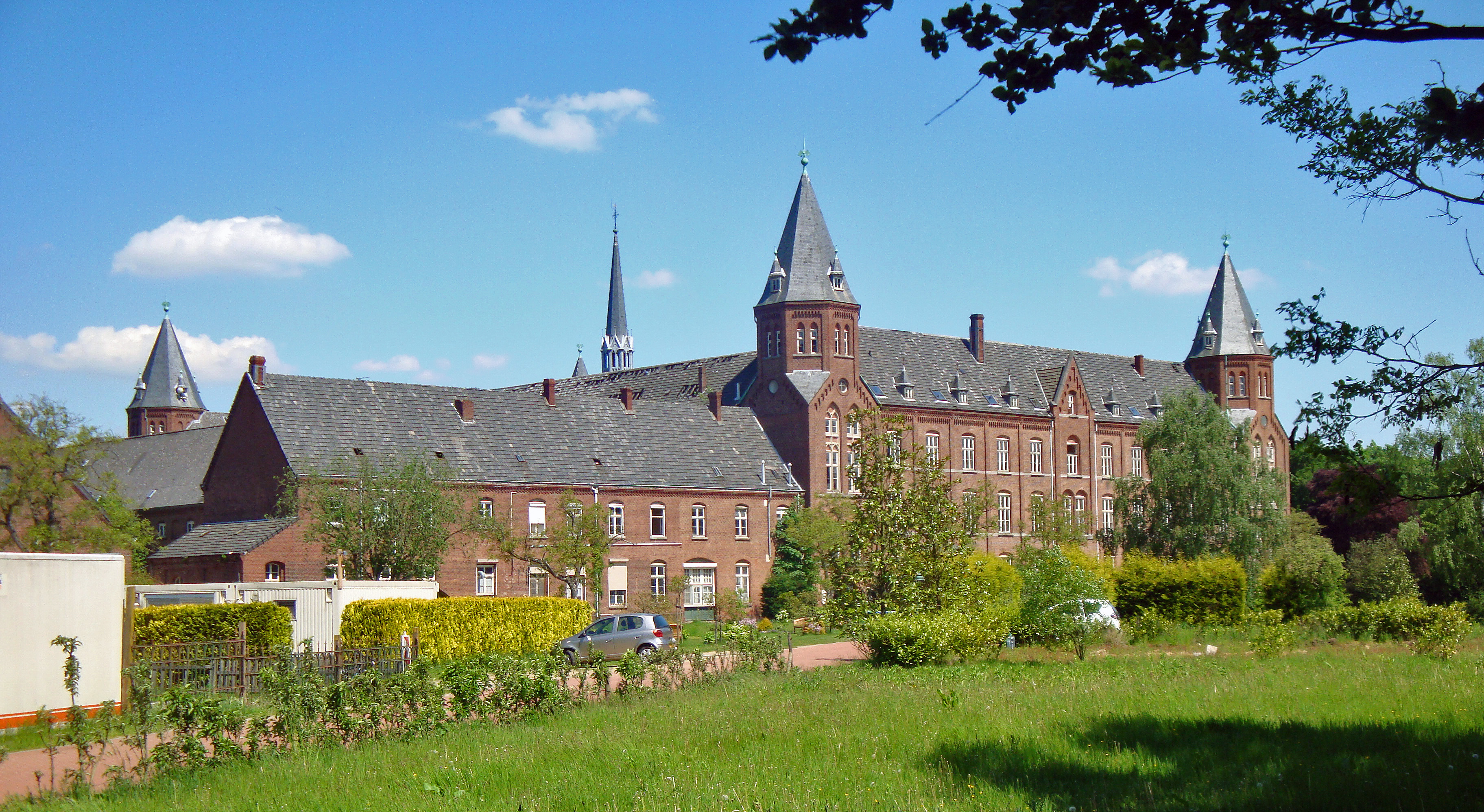
Südwestansicht des Kollegs (Mai 2013)

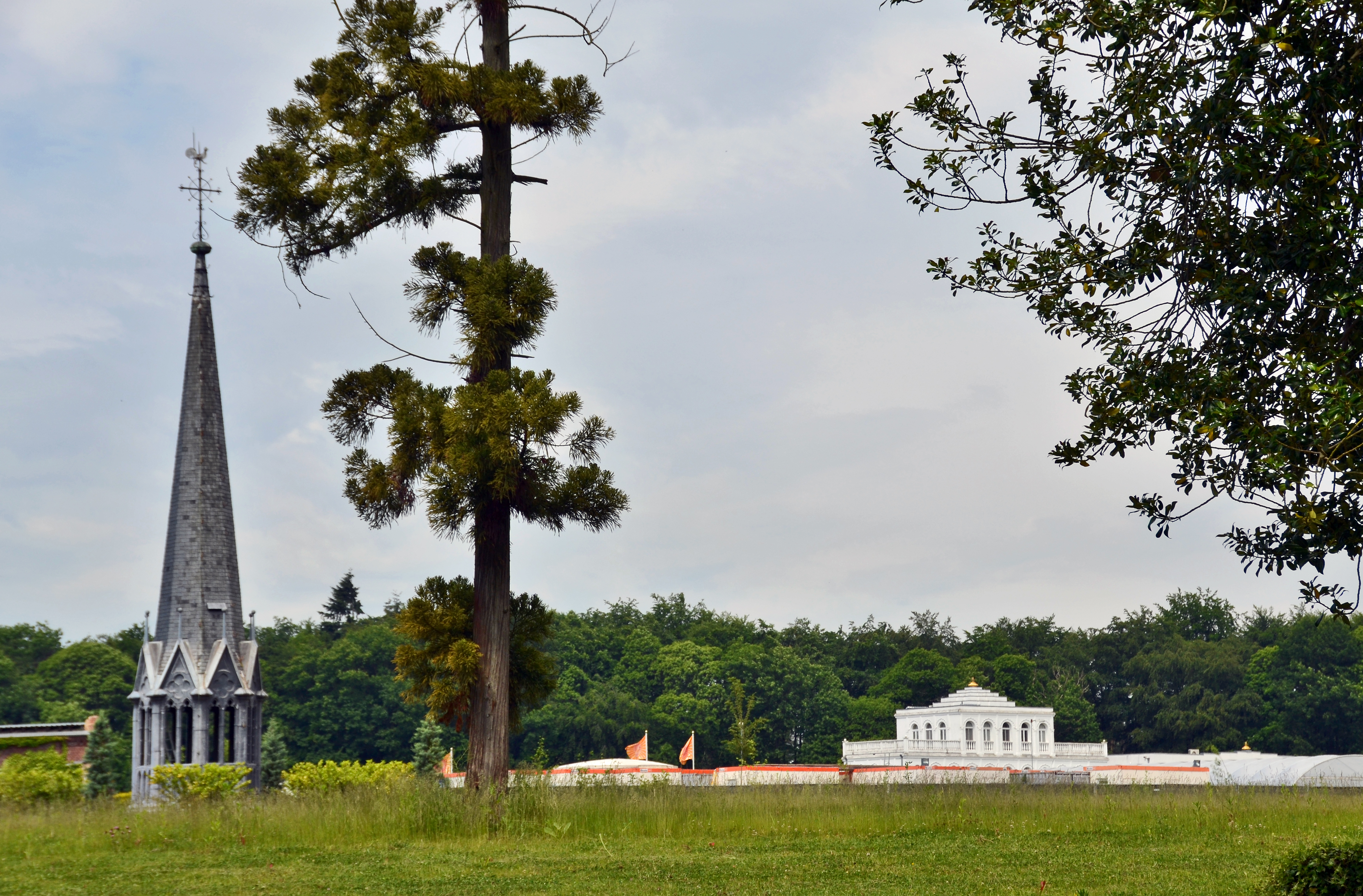
Als Erinnerung an das Franziskanerkloster St. Ludwig verbleibt nur die wiederaufgebaute Kirchturmspitze (Ansicht Mai 2018)

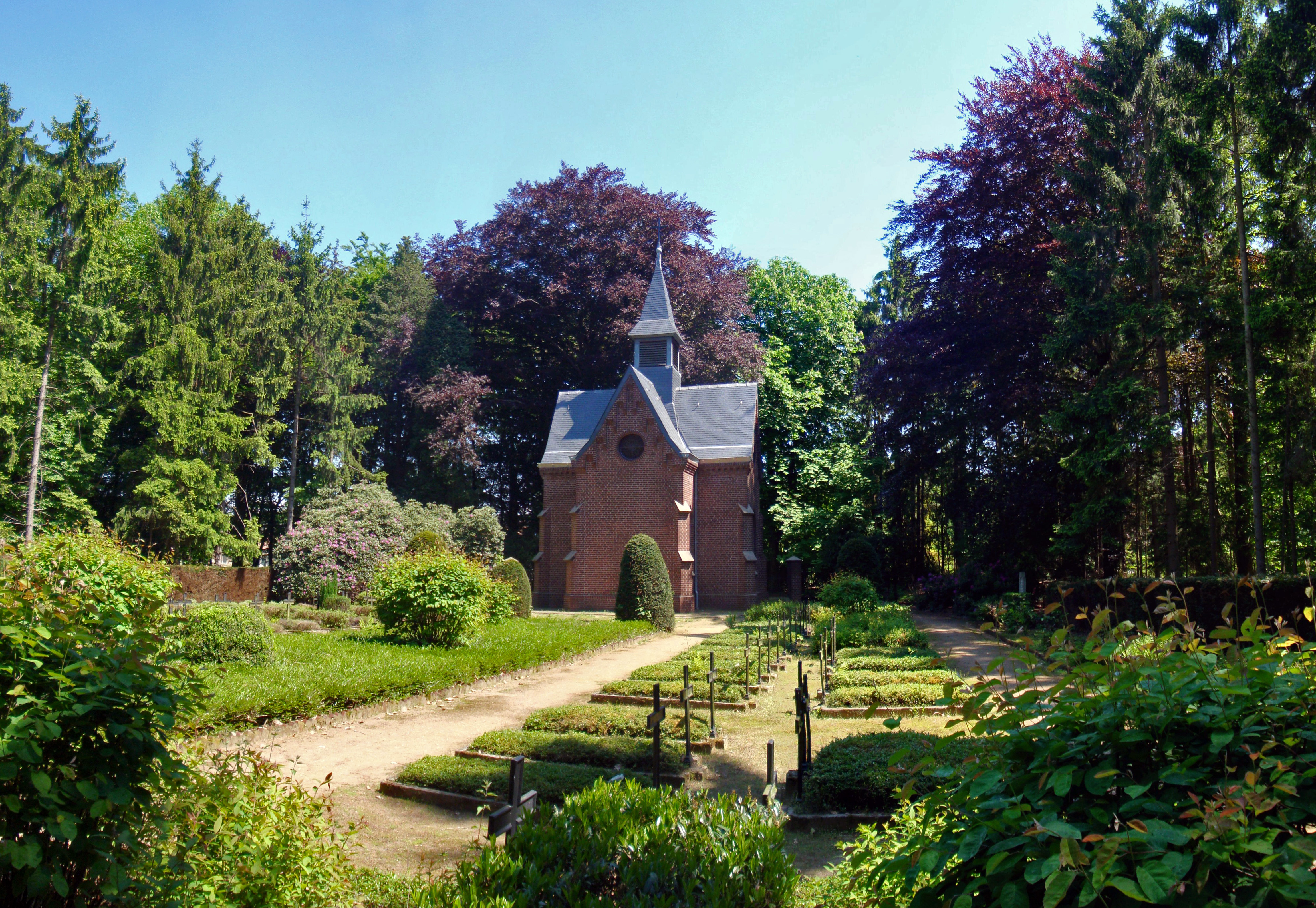
Friedhof des Klosters (Mai 2013)

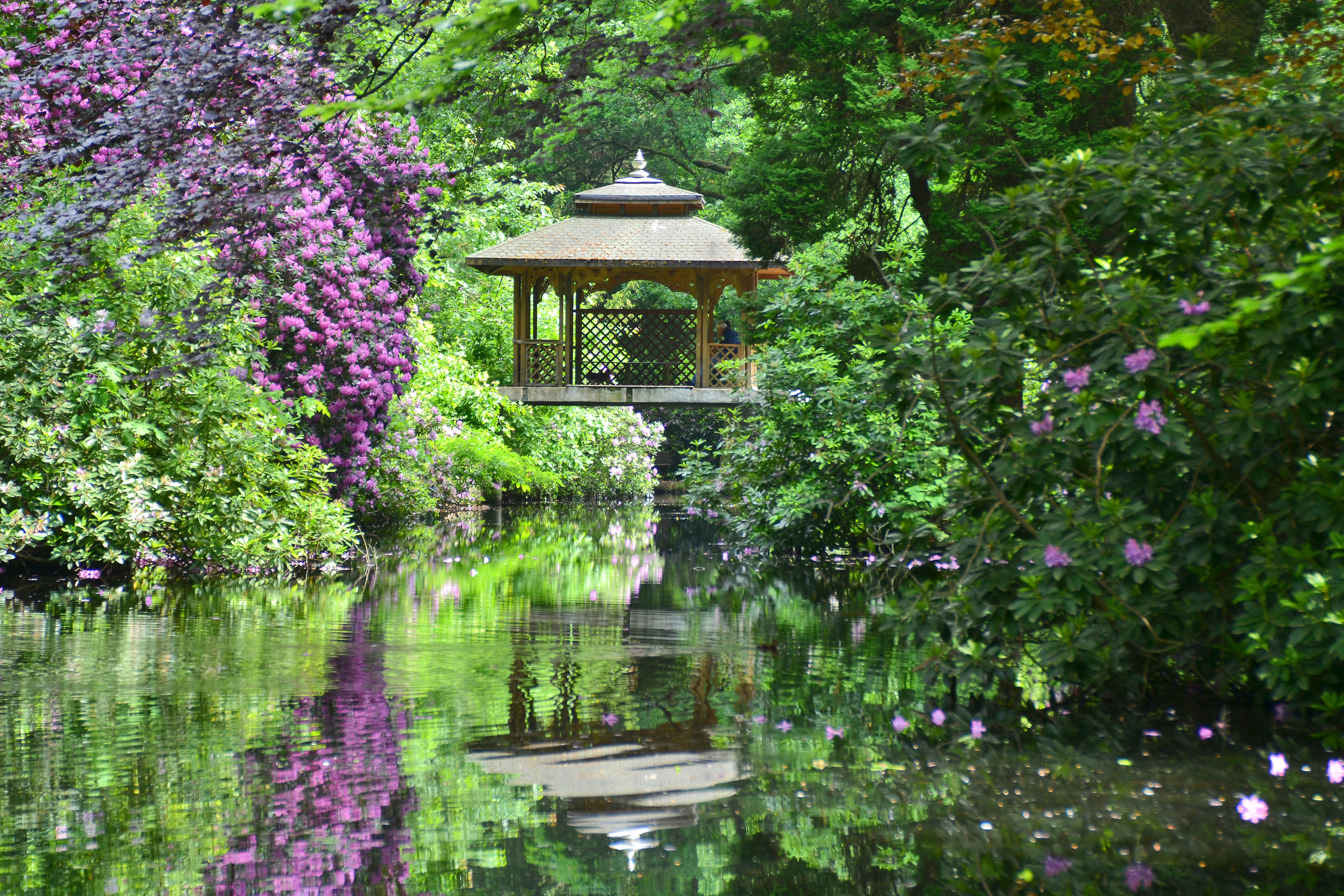
Rhododendronblüte im ehemaligen Klosterpark (Mai 2018)

Das Kolleg St. Ludwig war ein Franziskanerkloster und Internat in der niederländischen Provinz Limburg in Vlodrop. Es lag im Nationalpark De Meinweg direkt an der deutschen Grenze bei Dalheim-Rödgen. Der früher denkmalgeschützte Gebäudekomplex war im Besitz der Maharishi European Research University (MERU) und wurde im Jahr 2015 abgerissen.

## Geschichte des Kollegs
In den Jahren des Bismarckschen Kulturkampfes (1872 bis 1887) emigrierten deutsche Orden nach Belgien und in die Niederlande, so auch Franziskaner der Sächsischen Franziskanerprovinz (Saxonia). Die Saxonia verlegte ihre Schule mit Internat 1876 ins niederländische Watersleyde und 1882 nach Harreveld bei Winterswijk. Niederlassungen bei Sittard, Geleen und Lüttich wurden nach und nach wieder aufgegeben. Auch nach dem Auslaufen der Kulturkampfgesetze 1887 wollte die deutsche Ordensprovinz der Franziskaner – möglicherweise aus Vorsicht – an einer Auslandsniederlassung im katholischen Limburg festhalten und erwarb Anfang des 20. Jahrhunderts von Julius Graf von Schaesberg Thannheim das 158 Hektar große grenznahe Areal in Vlodrop. Nach nur vierjähriger Bauzeit zog im Jahre 1909 das „Seraphische Kolleg“ (nach dem heiligen Franziskaner Bonaventura, dem „doctor seraphicus“) von Harreveld in die auf Betreiben des Franziskaner-Paters Wenceslaus Straussfeld neu gebaute Kollegschule in Vlodrop um. Das Internat hatte Platz für 280 Schüler. Schule und Internat blieben, abgesehen von einer kriegsbedingten Unterbrechung, bis 1979. Das Lehrangebot richtete sich in erster Linie an männliche Schüler aus Deutschland; in den Jahren vor und nach dem Zweiten Weltkrieg war das Kolleg als Deutsche Schule im Ausland von den deutschen Schulbehörden anerkannt und wurde von durchschnittlich 200 Schülern besucht. Insgesamt besuchten zwischen 1909 und 1940 sowie 1951 und 1977 etwa 3007 Schüler die Schule.

## Architektur
Der Ordensbruder Quintilian Borren entwarf als Architekt den monumentalen neugotischen Backsteinbau mit Mittelrisaliten und Ecktürmen. Der Haupteingang lag in der Mitte der Südost-Front und wurde durch einen polygonalen Turm hervorgehoben. Er diente zugleich als Portal der auf der Mittelachse liegenden Klosterkirche. Der gesamte, streng symmetrisch aufgebaute Komplex teilte sich in einen Kloster- und Kollegsbereich sowie einen rückseitigen, flacheren Wirtschaftsteil. Die für den Franziskanerorden ungewöhnliche Größe des ursprünglichen Gebäudes lässt sich an der Tatsache ermessen, dass es zu seiner Blütezeit per Schmalspurbahn einen eigenen Eisenbahnanschluss an den Eisernen Rhein besaß. Über diesen Anschluss wurden beispielsweise jährlich bis zu 300 Tonnen Koks transportiert, die für die Beheizung des Gebäudes notwendig waren. Die Dachfläche des Kolleggebäudes betrug 17000 m². Die Anlage zählte in Limburg „zu den wenigen erhaltenen bedeutenden, denkmalwürdigen Monumenten kirchlichen Bauens aus dem 20. Jahrhundert in den Nachwirkungen des preußischen Kulturkampfes“ und markiert für diese Zeit zugleich einen „bedeutenden Wendepunkt in der deutschen Kirchengeschichte“.

## Verkauf, Verfall und Abriss

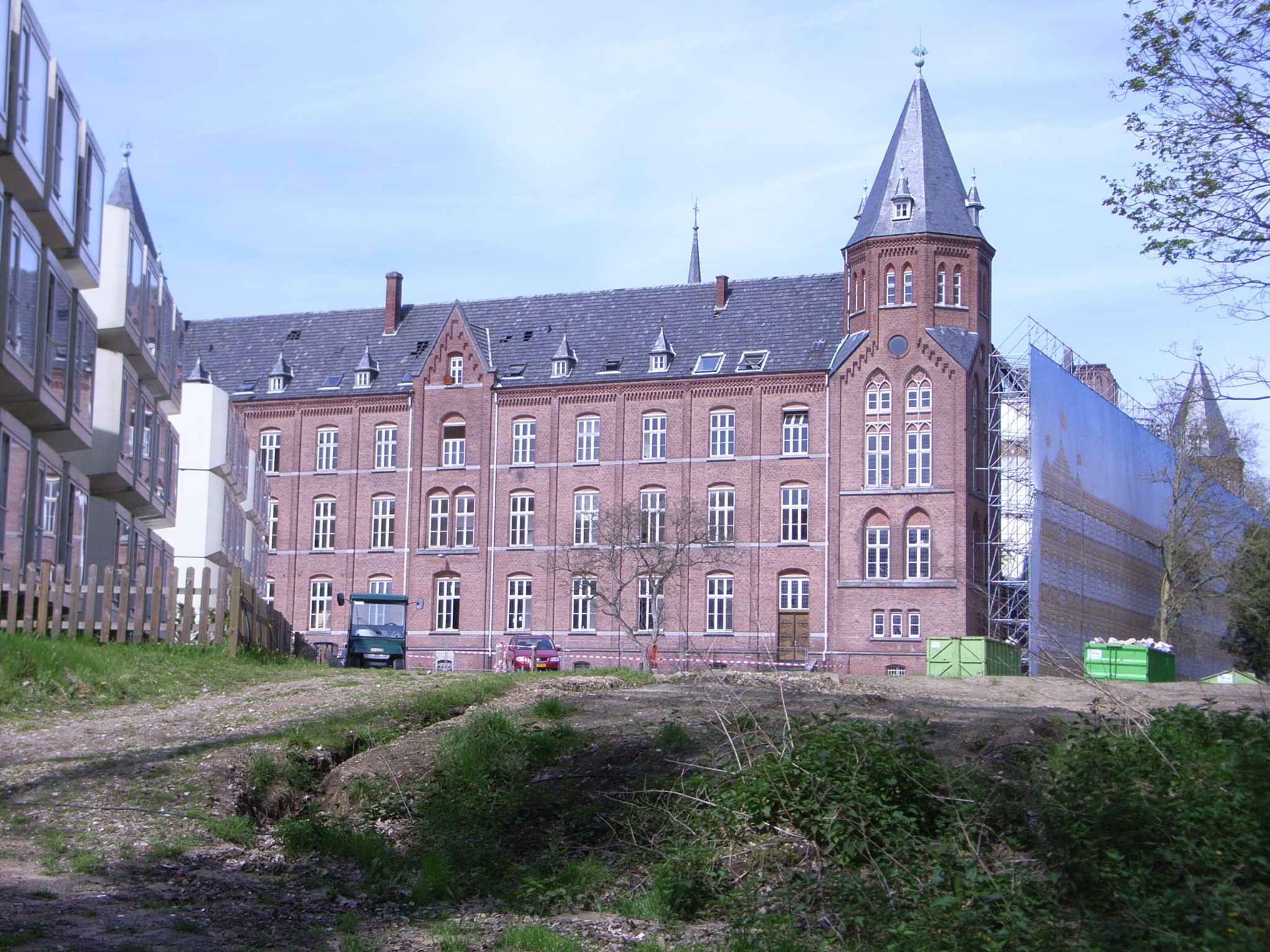
Südwestansicht mit Wohncontainern (2008)

Nach Beendigung des Schulbetriebes wurden Grundstück und Gebäude 1979 für 19,5 Millionen Gulden an den niederländischen Staat verkauft, der zunächst die Einrichtung einer Polizeischule beabsichtigte. 1984 wurde die Immobilie für 1,9 Millionen Gulden an die Stichting Maharishi European Research University, MERU, eine Organisation der Transzendentalen Meditation, weiterveräußert. Auf dem eingezäunten Gelände befindet sich das ehemalige Wohnhaus Maharishi Mahesh Yogis, des Begründers der Bewegung, der im Februar 2008 hier verstarb, sowie  villenartige Gebäude, die den Mitarbeitern der Organisation als Wohn- und Verwaltungssitz dienen.
Auf dem Gelände richtete die MERU ihre internationale Verwaltung ein. 1998 wurde der Abriss der alten Gebäude beantragt. Als Begründung für den Abrisswunsch wurde die fehlende Ost-Ausrichtung des Gebäudes genannt: eine der Bauregeln des altindischen Sthapathya-Veda, auf den sich die MERU bezieht.
Gutachten hatten außerdem ergeben, dass eine Sanierung des früheren Franziskanerklosters 67 bis 100 Millionen Euro gekostet hätte.
Für den Fall eines Abrissverbots hatte die MERU-Stiftung einen Umzug nach Indien, Mexiko oder Österreich angedroht. In der Zweiten Kammer des niederländischen Parlaments hatten sich die christdemokratische CDA und die rechtsliberale VVD Fraktion für den Abriss ausgesprochen. Sie befürchteten finanzielle Nachteile für die Provinz Limburg.

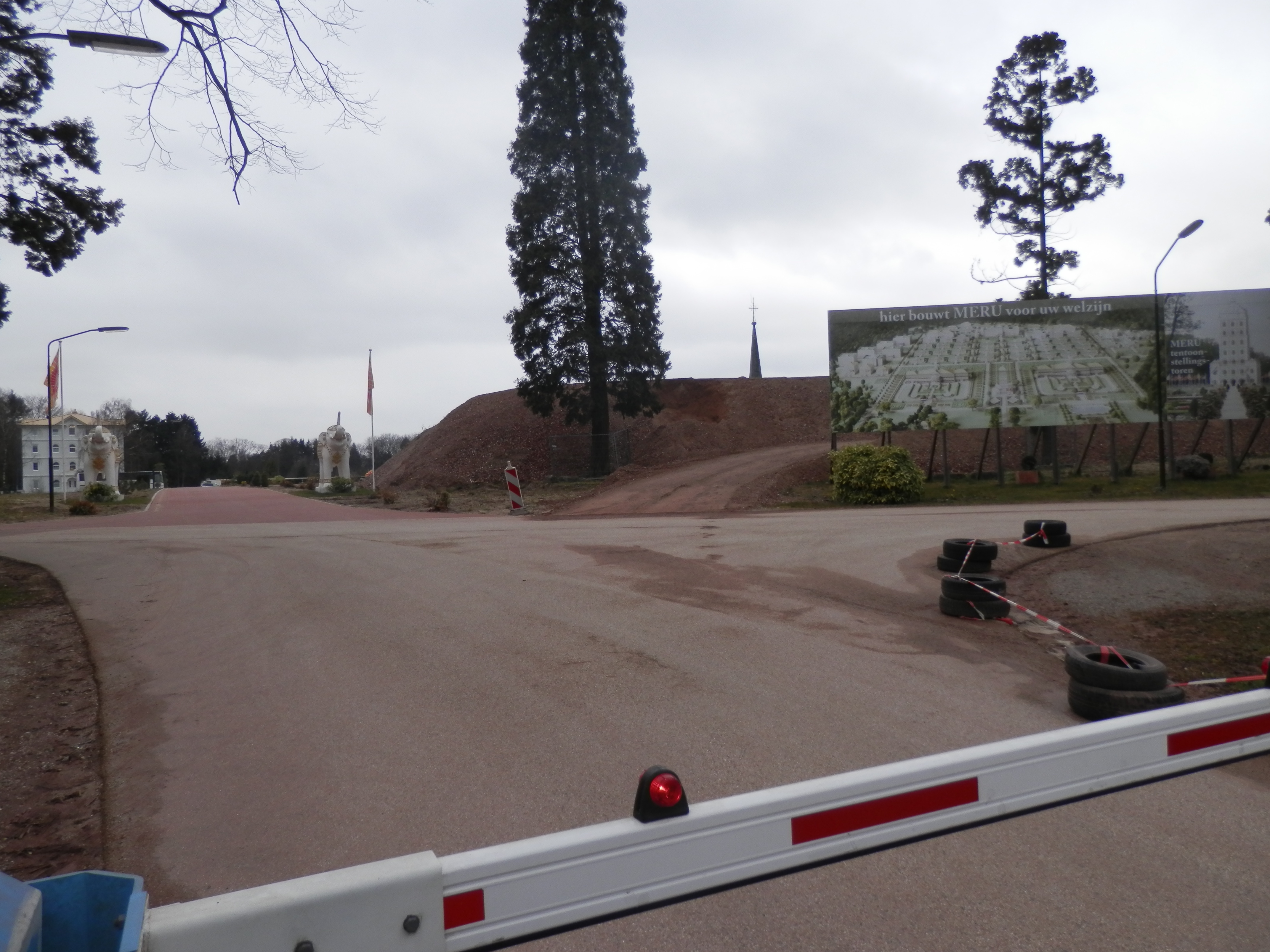
Bauschutt des Kollegs St. Ludwig

Am 22. September 1998 genehmigte der Magistrat von Roerdalen den Abriss des Klosters. Gegen diese Entscheidung legten einige öffentliche und private Institutionen und Vereinigungen Einspruch ein. Das Verwaltungsgericht Roermond wies die Klage am 4. September 2014 ab, wogegen die Bürgerinitiative Einspruch erhob. Am 19. Dezember 2014 wurde der Einspruch vom Staatsrat, eine der höchsten Gerichtsinstanzen der Niederlande, abgewiesen. Die Bürgerinitiative rief die letztmögliche Instanz – den Europäischen Gerichtshof – nicht mehr an.
Am 16. April 2015 wurden die Abrissarbeiten abgeschlossen. Nur noch die übriggebliebene Kirchturmspitze erinnert an das Gebäude.

## Sonstiges
Auf dem Friedhof des Klosters liegen verstorbene Lehrer, Schüler, ein im Zweiten Weltkrieg abgeschossener norwegischer Kampfpilot und der Gründer des Klosters, Wenceslaus Straussfeld, begraben. In der Nähe des Grenzübergangs steht eine Schautafel zur Geschichte des Kollegs.
Der romantische Park des ehemaligen Klosters mit Teichen, Pavillons und Rhododendronbüschen – wie der Friedhof außerhalb des umzäunten Gebietes der MERU gelegen – ist ein wunderschöner Ort der Stille und Entspannung.